# Орден Светог краља Милутина
Орден Светог краља Милутина је одликовање које додељује Свети архијерејски синод Српске православне цркве, за посебан допринос поспешивању добрих односа између Цркве и државе.

## Историјат
Орден Светог краља Милутина је установљен на мајском (пролећном) заседању Светог архијерејског сабора Српске православне цркве 2009. године (одлука бр. АСбр. 75/зап. 139).
Орден се додељује лицима која су се доказала као ктитори и добротвори, а орден је назван по краљу Стефану Урошу II Милутину, српском средњовековном владару и највећем ктитору из династије Немањића.

## Одликовани
- Радослав Веселиновић, привредник, за изградњу храма Сабора српски светитеља у Соко Граду код Љубовије (8. септембар 2019)[3]
- пуковник Спасоје Вулевић, командант Специјалне антитерористичке јединице (САЈ), за изградњу храма Светог Стефана Дечанског у Батајници (10. април 2018)[4]
- Драган Лукач, министар унутрашњих послова Републике Српске, за “труд и несебично залагање на изградњи храма Светог архангела Михаила у комплексу Центра за обуку Министарства унутрашњих послова Републике Српске у Залужанима код Бањалуке” (21. новембар 2019)[5]
- Николај (Мрђа), митрополит дабровосански (15. септембар 2013)[6]
- проф. др Жарко Ранковић, редовни професор Медицинског факултета Универзитета у Нишу и директор Клинике за инфективне болести Клиничког центра Ниш (19. март 2018)[7]
- др Милош Ранковић, за изградњу храма Сабора српски светитеља у Соко Граду код Љубовије (8. септембар 2019)[3]
- Специјална антитерористичка јединица (САД), за изградњу храма Светог Стефана Дечанског у Батајници (10. април 2018)[4]
- проф. др Станко Станић, ректор Универзитета у Бањалуци и декан Економског факултета (15. мај 2016)[8]
- Александар Порфиријевич Торшин, први заменик председника Савета Руске Федерације и оснивач Међународне фондације "Свети Сава Освећени" за очување хришћанских светиња на Косову и Метохији (2. децембар 2014)[9]
- протојереј-ставрофор Миодраг Глишић, клирик Руске Православне заграничне Цркве 25. Jyла 2018                (https://www.eparhijakrusevacka.com/2019/01/09/sveti-stefan-prvomucenik-i-arhidjakon-u-crkvi-lazarici/ Архивирано на веб-сајту  (4. август 2021));
- Живојин Болботиновић, привредник, за ктиторство и доброчинство (8. август 2021)[10]
- Копнена Војска Србије и командант генерал-потпуковник Милосав Симовић, за доброчинство и узимање учешћа приликом подизања споменика блаженопочившем Патријарху Иринеју (21. април 2023.) [11]
- Бранко Бранковић,привредник,за доброчинство и ктиторство у Нишкој Епархији,(17.новембар 2019)https://www.eparhijabihackopetrovacka.org/patrijarh-irinej-u-sabornoj-crkvi-u-nisu-gradeci-svetinje-vracamo-se-svojim-duhovnim-temeljima-i-izvorima/
- Стевица Карапанџин, пуковник, за успостављање верске службе у Војсци Србије, 15. јануара 2016. године.